# Любовта си отива
„Любовта си отива“ (на френски: L'amour en fuite) е френски драматичен филм от 1979 година на режисьора Франсоа Трюфо.

## Сюжет
Внимание:  Текстът по-долу разкрива сюжета на произведението (или части от него)!
Антоан и Кристин, двойката от филмите Откраднати целувки и Съвместно съжителство, ще се разделят. Антоан имал афера с Лилиан, приятел на Кристин. Сега той има спокойна връзка с продавачката на рекорди Сабина. Кристин работи като учител по цигулка и като илюстратор. Антоан е публикувал автобиографичен роман. В деня на своя развод Антоан Доанел среща своята любов от младежките си години – Колет, която е станала адвокатка. Все така импулсивен, след разпра по телефона със своята млада любовница Сабин, той решава да се качи на влака и да последва Колет, която той среща отново на Лионската гара. В своя спален вагон, Колет чете автобиографичната книга на Антоан, озаглавена „Любовни салати“. Антоан остави разкъсана снимка във влака. Сабината може да се види на снимката. Предполага се, че Кристин урежда спор между Антоан и Сабин. И тя среща Колет пред апартамента. Двете жени говорят за Антоан. Моменти включват пътуването на Антоан и Кристин до развода, четенето на романа и срещата с Криостин и Колет.

## В ролите
| Изпълнител       | Роля             |
| ---------------- | ---------------- |
| Жан-Пиер Лео     | Антоан Дойнел    |
| Клод Жад         | Кристин Доанел   |
| Мари-Франс Пизие | Колет Таци       |
| Дороте           | Сабин Барнериас  |
| Дани             | Лилиан           |
| Даниел Месгиш    | Ксавие Барнериас |
| Жулиен Берто     | месю Люсиен      |
| Жан-Пиер Дюко    | адвокат Кристин  |
| Мари Анрио       | съдия            |
| Рози Варт        | майка на Колет   |
| Пиер Диос        | Ренар            |